# Crambe scaberrima
Crambe scaberrima Webb ex Bramwell, es una especie de planta perteneciente a la familia de las brasicáceas. 

## Distribución geográfica
Crambe scaberrima es  un endemismo de Tenerife en las Islas Canarias.

## Descripción
Dentro del género pertenece al grupo de especies con hojas enteras. Se diferencia de otras especies en que las hojas, ásperas al tacto, son sésiles o reducidas a un peciolo muy corto y alado. Las inflorescencias son panículas con ramas más o menos patentes y flores con pétalos grandes, en relación con otras especies del género.

## Taxonomía
Crambe scaberrima fue descrita por Webb ex Bramwell y publicado en Caud. Bot. Canar. 17: 22. 1973.
Etimología
Crambe: nombre genérico que deriva  del latín crambe, y del griego κράμβη , "una especie de col".
scaberrima: epíteto latíno que significa "muy áspero", aludiendo a tal característica de las hojas.  
sinonimia
- Crambe strigosa var. sessilifolia Bornm.	[4]